# Hosenkleid

Dame in Paris im Hosenkleid

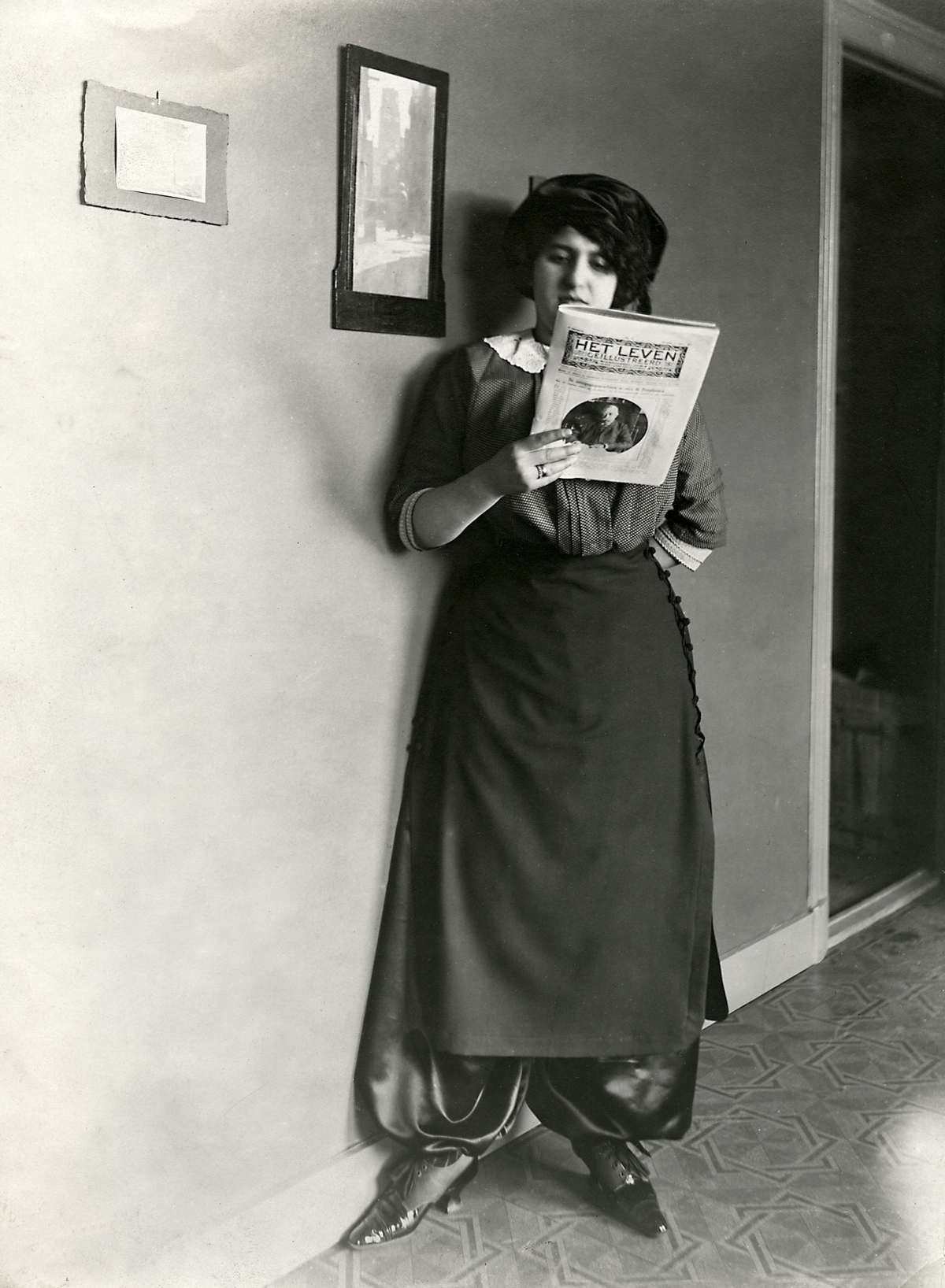
Sophie de Vries-de Boer im Hosenkleid, 1911

Ein Hosenkleid (frz.: Jupe-Culotte) ist ein langes Kleid, das über einer Hose, meist einer Pluderhose getragen wurde. Es sollte nicht mit dem Hosenrock und der Culotte verwechselt werden. Hosenkleider waren eine Mode in den Jahren 1910 bis 1918.
Nach der Wende zum 20. Jahrhundert hatte sich die Damenmode in eine Richtung entwickelt, die die Bewegungsfreiheit ihrer Trägerinnen so weit einschränkte, dass sie nicht mehr brauchbar war. Die Länge der so genannten Humpelröcke, die eng anliegend sich nach unten auch noch verengten, sorgten dafür, dass selbst einfache Tätigkeiten wie das Einsteigen in einen Eisenbahnwaggon oder eine Kutsche ohne Hilfestellung nicht mehr möglich waren und Gehen nur noch in Trippelschritten erfolgen konnte. Die Behinderung, die diese Mode im Alltag bedeutete, sorgte dafür, dass nicht mehr nur Anhänger der Kleiderreform nach Alternativen riefen.
Erste Vorschläge veröffentlichte das Pariser Magazin Les Modes in seiner November-Ausgabe 1908. Bei diesen Robes ‘Androgynes‘ genannten Modellen handelte es sich noch um Hosenröcke, doch öffneten sie die Diskussion, und ab 1910 wurden die ersten Hosenkleider in Paris von Designern wie z. B. Paul Poiret und Christoph Drecoll vorgestellt. Die Reaktionen in der Fachpresse waren verhalten bis ablehnend.
Im Frühjahr 1911 erschien eine Reihe eleganter Pariserinnen in diesen Hosenkleidern, die französisch Jupe-Culotte genannt wurden, beim Pferderennen in Auteuil. Die Modelle waren oft orientalisch inspiriert, meist sehr elegant, und hatten entweder sehr weit geschnittene Beine oder endeten in einer Art Pluderhose, die über den Knöcheln zusammengehalten wurde. In Deutschland wurde diese Mode auch als Haremskleid bezeichnet. Zumindest in Paris und auch in London wurde sie von etlichen Damen getragen, meist jedoch nur zu gesellschaftlichen Anlässen und selten auf der Straße.
Der Kulturhistoriker Eugen Isolani stellte 1911 fest, dass noch nie eine neue Kleidermode solches Aufsehen erregt habe, wobei er allerdings die amerikanischen Bloomers vergessen hatte: Man verfolgt Frauen, die es wagen, ihren Rock ganz tief oberhalb der Füße in zwei Teile (...) auslaufen zu lassen, so dass man diese Neuheit kaum bemerken und als Hose bezeichnen kann, mit spöttischem Gejohle auf den Strassen, so dass sich die unglücklichen Culotte-Trägerinnen in Häuser flüchten müssen. Und das geschah in Weltstädten, deren Bewohnerschaften gewöhnt sind, dass ihnen manche Extravaganz der Mode vorgeführt wird (...).

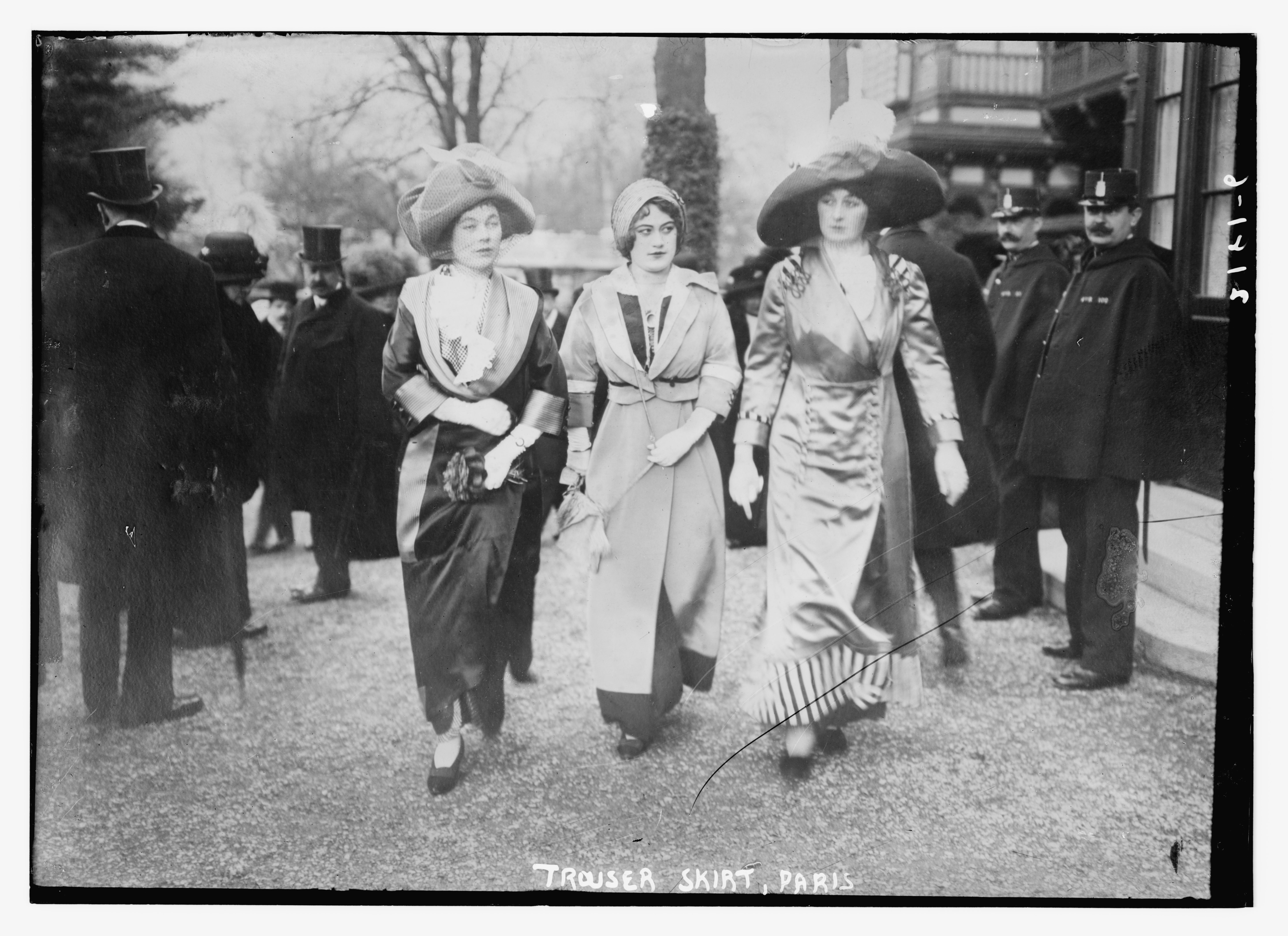
Frauen in Paris in Hosenkleidern
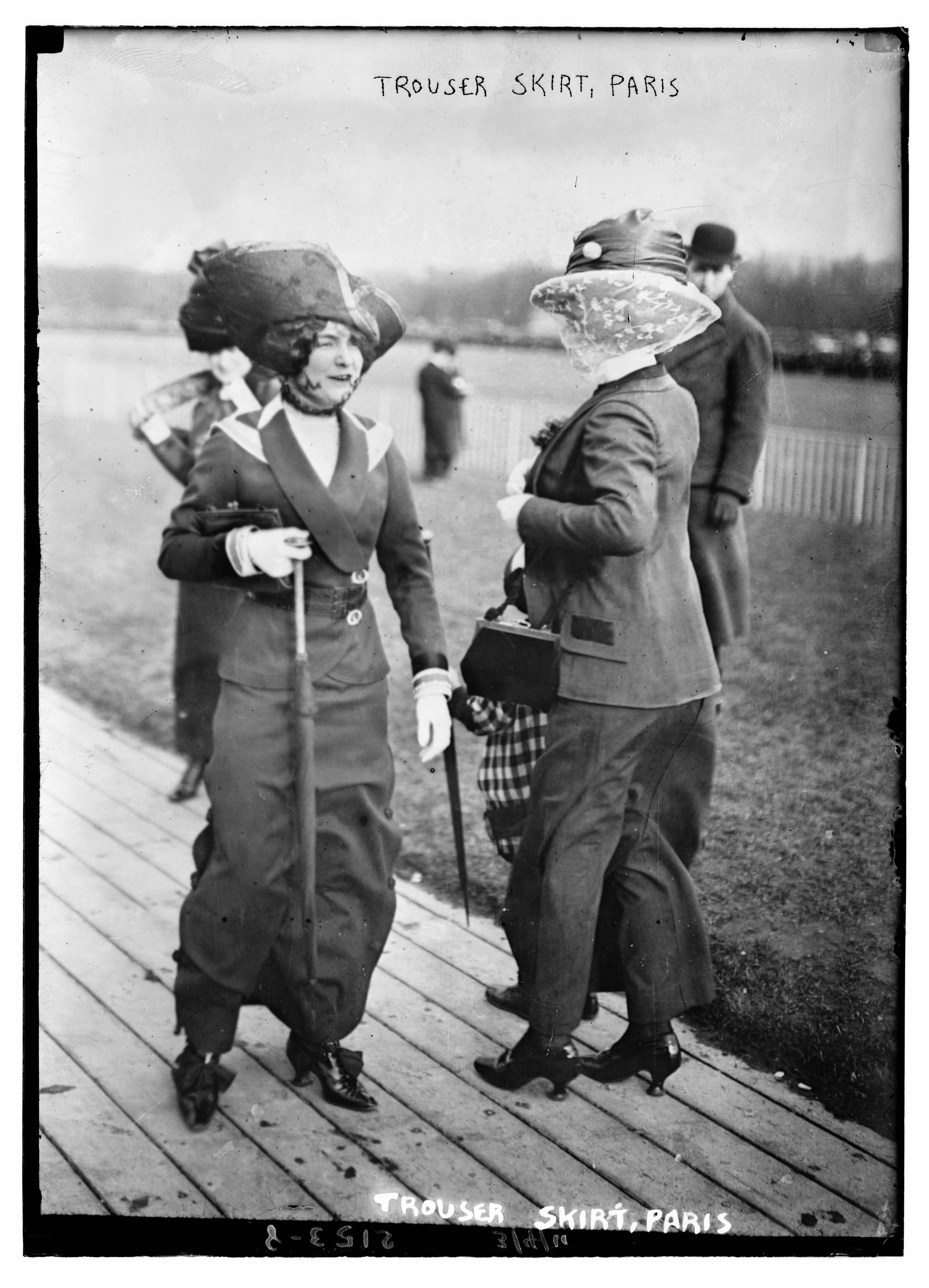
Frauen in Paris in Hosenkleidern